# Bistum Barbastro-Monzón
Das Bistum Barbastro-Monzón (lat.: Dioecesis Barbastrensis-Montisonensis, span.: Diócesis de Barbastro-Monzón) ist eine Diözese der römisch-katholischen Kirche mit Sitz in Barbastro in Spanien.

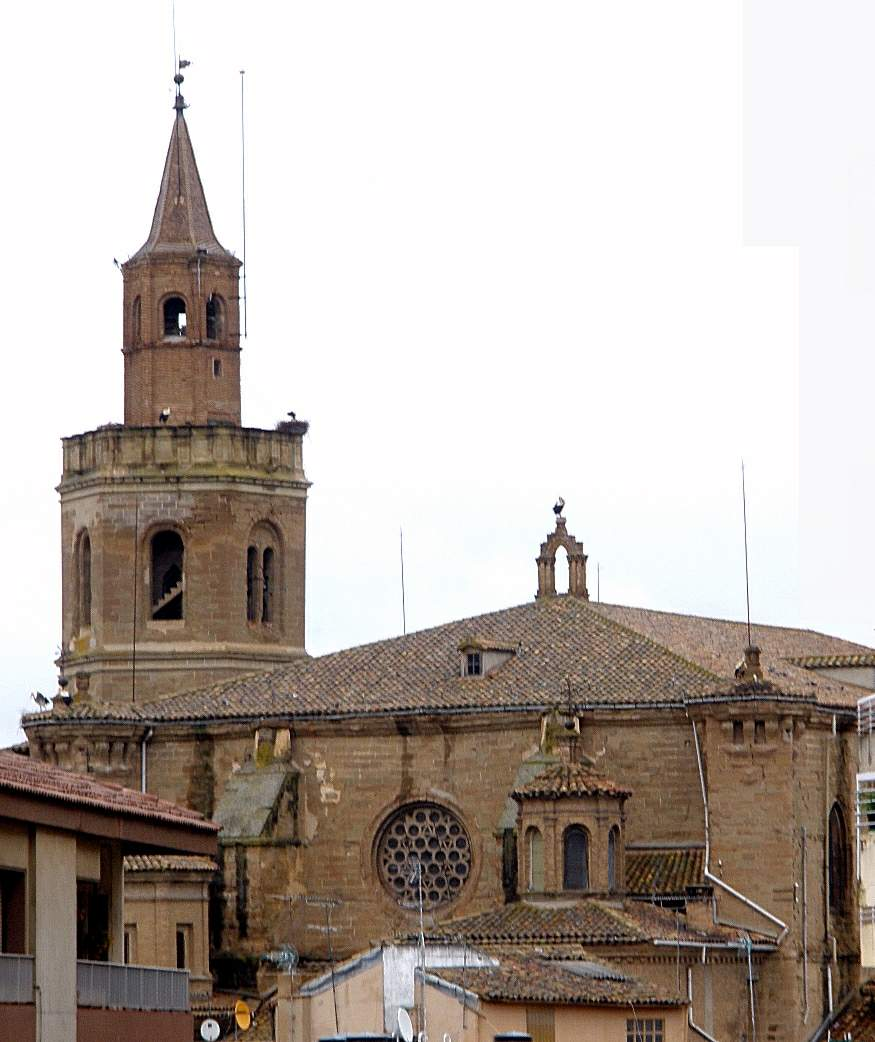
Kathedrale Santa María de la Asunción in Barbastro
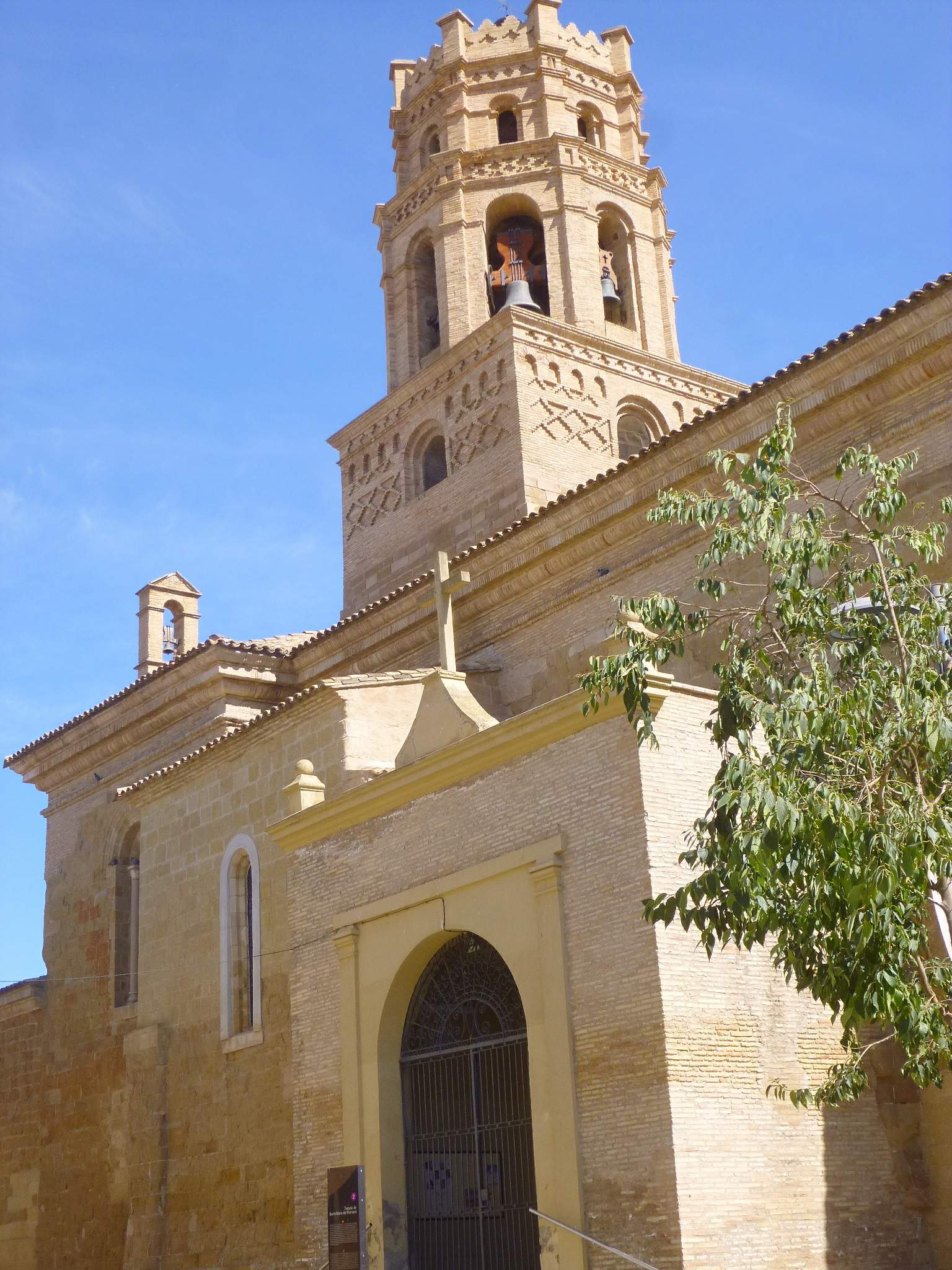
Konkathedrale Santa María del Romeral in Monzón

Die Diözese wurde im 12. Jahrhundert als Bistum Barbastro gegründet. Papst Johannes Paul II. firmierte das Bistum am 15. Juni 1995 um in das Bistum Barbastro-Monzón. Es ist ein Suffraganbistum des Erzbistums Saragossa.

## Ordinarien
ab 1950
- 195000000 Arturo Tabera Araoz CMF, später Bischof von Albacete
- 1951–1953 Pedro Cantero Cuadrado, später Bischof von Huelva
- 1954–1959 Segundo Garcia de Sierra y Méndez, später Koadjutor-Erzbischof von Oviedo
- 1960–1970 Jaime Flores Martin
- 1970–1974 Damián Iguacén Borau, später Bischof von Teruel-Albarracín
- 1974–1999 Ambrosio Echebarria Arroita
- 1999–2004 Juan José Omella Omella, später Bischof von Calahorra y La Calzada-Logroño
- 2004–2014 Alfonso Milián Sorribas
- seit 2014 Ángel Javier Pérez Pueyo